# سون گیلمارک
سون گیلمارک (دانمارکی: Sven Gyldmark؛ ‏ ۲۱ آوریل ۱۹۰۴ – ۵ اکتبر ۱۹۸۱) آهنگساز و موسیقی‌دان اهل دانمارک بود.
از فیلم‌هایی که وی در آن‌ها نقش داشته‌است، می‌توان به مرغزار سرخ و مسافرخانه شناور اشاره نمود.